# Helius (Helius) aphrophilus
Helius (Helius) aphrophilus is een tweevleugelige uit de familie steltmuggen (Limoniidae). De soort komt voor in het Australaziatisch gebied.